# Super Nova Racing
La Super Nova Racing è stata una squadra automobilistica britannica fondata nel 1991 che, dopo aver gareggiato con successo nella Formula 3000 e nell'A1 Grand Prix e nella GP2 Series, negli ultimi anni corse anche nel campionato Auto GP. 

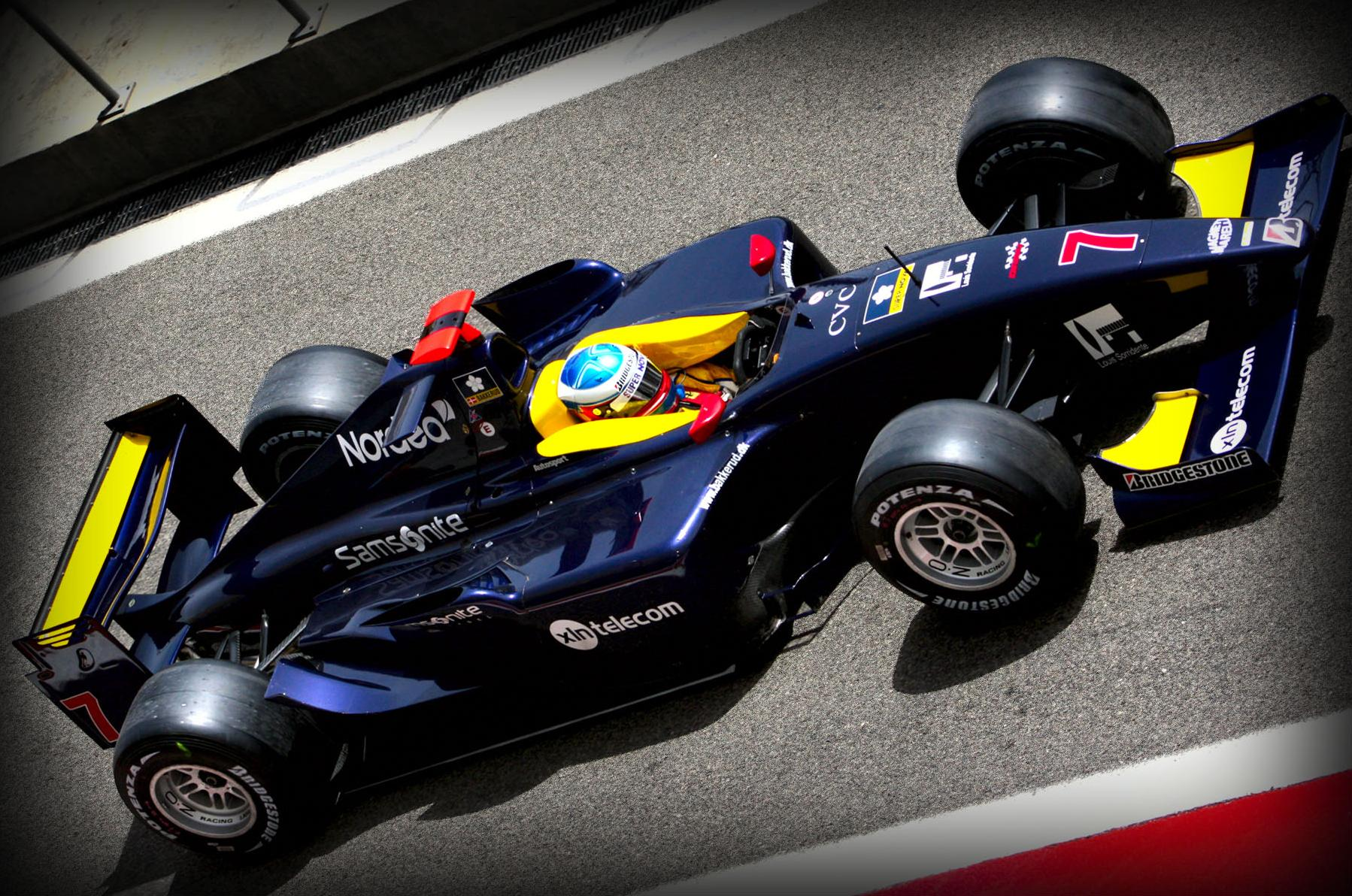
Bakkerud nel 2008

In 11 stagioni di Formula 3000, dal 1994 al 2004, la squadra ha vinto 5 titoli per team e 4 titoli piloti, guadagnando 27 vittorie, 26 pole position e 21 giri veloci. Tutto ciò la classifica tra i team maggiormente vittoriosi nella categoria.

## Risultati sportivi
| Anno | Vettura              | Piloti             | Vittorie | Poles | Giri veloci | Punti | D.C.                                                   | T.C. |
| ---- | -------------------- | ------------------ | -------- | ----- | ----------- | ----- | ------------------------------------------------------ | ---- |
| 2005 | Dallara - Mecachrome | Adam Carroll       | 3        | 1     | 2           | 53    | 5°                                                     | 3°   |
| 2005 | Dallara - Mecachrome | Giorgio Pantano    | 0        | 1     | 0           | 49    | 6°                                                     | 3°   |
| 2006 | Dallara - Mecachrome | José María López   | 0        | 1     | 1           | 30    | 10°                                                    | 9°   |
| 2006 | Dallara - Mecachrome | Fairuz Fauzy       | 0        | 0     | 0           | 0     | 24°                                                    | 9°   |
| 2007 | Dallara - Mecachrome | Luca Filippi       | 1        | 2     | 0           | 59    | 4°                                                     | 4°   |
| 2007 | Dallara - Mecachrome | Mike Conway        | 0        | 0     | 1           | 19    | 14°                                                    | 4°   |
| 2008 | Dallara - Mecachrome | Christian Bakkerud | 0        | 0     | 0           | 0     | 27°                                                    | 7°   |
| 2008 | Dallara - Mecachrome | Andy Soucek        | 0        | 1     | 0           | 13    | 14°                                                    | 7°   |
| 2008 | Dallara - Mecachrome | Álvaro Parente     | 1        | 0     | 1           | 34    | 8°                                                     | 7°   |
| 2009 | Dallara - Mecachrome | Luca Filippi       | 1        | 0     | 3           | 40    | 5°                                                     | 3°   |
| 2009 | Dallara - Mecachrome | Javier Villa       | 0        | 0     | 0           | 27    | 10°                                                    | 3°   |
| 2010 | Dallara-Mecachrome   | Josef Král         | 0        | 0     | 0           | 3     | 24°                                                    | 9°   |
| 2010 | Dallara-Mecachrome   | Marcus Ericsson    | 1        | 0     | 0           | 11    | 17°                                                    | 9°   |
| 2010 | Dallara-Mecachrome   | Luca Filippi       | 0        | 0     | 0           | 5     | 20°                                                    | 9°   |
| 2011 | Dallara-Mecachrome   | Luca Filippi       | 0        | 0     | 0           | 8     | 2°* (ha disputato le ultime 4 gare con il team Coloni) | 9°   |
| 2011 | Dallara-Mecachrome   | Adam Carroll       | 0        | 0     | 0           | 7     | 17°                                                    | 9°   |
| 2011 | Dallara-Mecachrome   | Fairuz Fauzy       | 0        | 0     | 0           | 5     | 18°                                                    | 9°   |

- D.C. = Posizione nel campionato piloti, T.C. = Risultati nel campionato team.

## Auto GP
| Anno | Vettura    | Piloti          | Punti | D.C. | T.C. |
| ---- | ---------- | --------------- | ----- | ---- | ---- |
| 2010 | Lola-Zytek | Jonny Reid      | 16    | 10°  | 3°   |
| 2010 | Lola-Zytek | Giorgio Pantano | 8     | 13°  | 3°   |
| 2010 | Lola-Zytek | Luca Filippi    | 34    | 5°   | 3°   |
| 2010 | Lola-Zytek | Jake Rosenzweig | 5     | 17°  | 3°   |

## A1 GP
| Anno    | Vettura    | Team                | Gare | Vittorie | Pole | Giri veloci | Punti | C.S. |
| ------- | ---------- | ------------------- | ---- | -------- | ---- | ----------- | ----- | ---- |
| 2005-06 | Lola-Zytek | A1 Team Germany     | 22   | 0        | 0    | 0           | 38    | 15°  |
| 2005-06 | Lola-Zytek | A1 Team Pakistan    | 22   | 0        | 0    | 0           | 10    | 20°  |
| 2006-07 | Lola-Zytek | A1 Team Germany     | 22   | 9        | 3    | 3           | 128   | 1°   |
| 2006-07 | Lola-Zytek | A1 Team New Zealand | 22   | 3        | 2    | 2           | 93    | 2°   |
| 2007-08 | Lola-Zytek | A1 Team Germany     | 20   | 2        | 1    | 1           | 83    | 8°   |
| 2007-08 | Lola-Zytek | A1 Team New Zealand | 20   | 4        | 2    | 1           | 127   | 2°   |
| 2008-09 | Ferrari    | A1 Team Brazil      | 14   | 0        | 0    | 0           | 18    | 15°  |
| 2008-09 | Ferrari    | A1 Team New Zealand | 14   | 0        | 0    | 0           | 36    | 7°   |

- C.S. = Posizione campionato scuderie.